# Cheilosia albohirta
Cheilosia albohirta är en tvåvingeart som först beskrevs av Hellen 1930.  Cheilosia albohirta ingår i släktet örtblomflugor, och familjen blomflugor. Inga underarter finns listade i Catalogue of Life.